# Diego de Hojeda
Diego de Hojeda u Ojeda (Sevilla, 1570 - Huánuco de los Caballeros, Perú, 1615), fue un poeta religioso de origen español, fraile dominico del convento de Rosario en Lima, famoso autor del poema épico culto de carácter piadoso La Cristiada (Sevilla, 1611). Existen pocos datos acerca de la vida de este autor, aunque el historiador fray Juan Meléndez aporta bastantes sobre los primeros avatares de su vida. Fue un erudito en la república de las letras de Lima, y años después fue desposeído de todos sus cargos y desterrado de los Conventos de Cuzco y Lima. Falleció el 24 de octubre de 1615 a los 44 años en la ciudad de Huánuco.

## Biografía

### Primeros años
Hablan de este autor en época moderna el ilustrado Nicolás Antonio, fray Justo Cuervo, fray Paulino de Quirós y Santiago Montoto; pero todos beben de las fuentes primarias que forman las crónicas dominicas de su época, en especial fray Juan Meléndez en una "Historia" contenida en Tesoros verdaderos de las Indias (1681) y la crónica de fray Domingo Angulo, La Orden de Santo Domingo en el Perú.
Era hijo de Diego Pérez Núñez de Ojeda y Leonor de Carvajal, una familia de impresores sevillanos. Su apellido “de Hojeda” no pertenece a ninguno de sus padres, y Meléndez explica que en su época era muy común bautizar al segundo hijo varón de la familia con el apellido del abuelo materno. Y así Diego de Hojeda Carvajal nació en 1571 en Sevilla.

### Viaje a América y escritos
No constan documentos sobre su formación en humanidades, pero su obra los presupone. Con 17 años viajó a Perú para convertirse en fraile dominico, si bien sus padres rechazaban esta vocación (o porque tenía origen judeoconverso, según otros autores). Así que Hojeda decidió no volver a España. En Perú entró en la Orden de Predicadores en el Convento del Rosario, por entonces con más de ciento treinta frailes y envuelta en peleas entre bandos de integristas observantes y partidarios de novedades. Él se puso del lado de los rigoristas. Según se cree, estudió teología en la Universidad de San Marcos. El 1 de abril de 1591 obtuvo el hábito dominico en el Convento del Rosario.  
En 1596 se encuentra un soneto suyo en los preliminares del Arauco domado de Pedro de Oña. Y en 1602 escribió una censura aprobatoria para la Miscelánea austral del poeta ecijano Diego Dávalos y Figueroa, un año después de que el general de su orden le diera el título de presentado, es decir, licenciado en Teología. Por entonces empezó a dar clases de Teología.
En 1606 se trasladó al Convento de La Recoleta y la provincia pidió para él el grado de maestro en sagrada Teología, que obtuvo más adelante en 1611; un año después, en 1607, escribió la dedicatoria de La Cristiada y al año siguiente, 1608, debía tener ya terminada esta epopeya exegética de la Pasión de Cristo en doce cantos, que abarca los episodios desde la Santa Cena, la Oración del huerto y la Persecución por la justicia hasta la Crucifixión, Muerte y Entierro. En ese mismo año fue declarado por su Orden consumado lector de Santo Tomás de Aquino.
La intención de Hojeda era didáctica, exegética; pretendía entretener y edificar al público con el relato sufriente de Cristo, en línea con el programa estético-sacro de la Contrarreforma tridentina. Aparte de los Evangelios, Hojeda recurrió a la Jerusalén liberada del Tasso, a la patrística latina y a textos piadosos y leyendas populares; pero en general sobrenada el poema latino Christias (1535) de Marco Girolamo Vida, cuyas técnicas narrativas evocan la Eneida virgiliana. Se sirvió de un lenguaje llano y mesuradamente artificioso con el fin de llegar al mayor público posible que no podía acceder al episodio central de la religión cristiana porque no sabía latín (la traducción a la lengua vulgar había sido proscrita en el Catolicismo por el Concilio de Trento), y logró pasajes de gran altura emotiva, como la oración del huerto de Getsemaní, el suicidio de Judas Iscariote, el encuentro con la Virgen María cuando se dirige al Calvario o las últimas palabras de Cristo en la Cruz.

### Publicación y juicio
En 1609 fue elegido prior del convento de su Orden en Cuzco y al año siguiente en el de Rosario de Lima. En 1609 fue regente del colegio máximo en Santo Domingo de Lima y ese mismo año fue elegido Prior del Convento de Cuzco. De ese año es una elogiosísima información suscrita seguramente por los Procuradores de la provincia dominica de Roma en que se lo denomina eloquentissimo praedicatore, poeta insigne in latino e in volgare spagnol; uomo de conscientia in dare il suo parere.
En 1611 aparece en Sevilla, impresa por Diego Pérez, la primera edición de La Christiada del padre maestro frai Diego de Hoieda que trata de la vida i muerte de Cristo nuestro Salvador; seguramente se imprimió allí a instancias del virrey Juan de Mendoza y Luna, pues ya existía una imprenta en Lima y este había protegido a una primera promoción de poetas como Oña u Hojeda bajo la denominación de Academia Antártica. A partir de 1612 es relevado de sus cargos, no sabemos muy bien por qué; no debió ser por problemas de salud, que los tenía, sino por algún tipo de difamación, según se deduce de lo que sucedió después. En 1615 fue trasladado al pueblo de Huánuco donde falleció el 24 de octubre a los 44 años. 
Y, como en 1617 fue reconocida su inocencia, se le rehabilitó públicamente y el visitador Alonso de Armería, del bando de los renovadores, abandonó su cargo por las numerosas quejas habidas sobre las decisiones que tomó respecto al dominico sevillano y otros compañeros del bando integrista como Nicolás González de Agüero. Así que este último, amigo del finado y restituido a su cargo de Provincial de la Orden, llevó a cabo una ceremonia religiosa y un sermón de honras ante los restos desenterrados de fray Diego de Hojeda, que fueron llevados desde Huánuco a la cripta del Convento del Rosario de Lima.

## La Cristiada

### Descripción
La obra de Diego de Hojeda que da comienzo a la literatura Huanuqueña es La Cristiada, poema épico publicado en Sevilla en 1611. Está dedicado a Juan Manuel de Mendoza y Luna, III Marqués de Montesclaros y virrey de Perú. Describe en 1974 octavas reales la Pasión de Jesucristo, inspirándose en los cuatro Evangelios y en la epopeya culta del Torquato Tasso. Hojeda organiza los doce libros de manera narrativa, en un tiempo real. Pero la Cristiada ha sufrido una suerte de olvido editorial que por sus méritos estéticos no merece.
Se trata de un poema muy inspirado, entre lo mejor que produjeron las letras virreinales durante el Siglo de Oro. Heredó de Dante Alighieri y Tasso la consideración de las semejanzas estilísticas entre poesía y teología, sobre todo en el uso de un lenguaje alegórico común y en el principio que sostiene que el fervor poético proviene de Dios y acerca a Dios. Por otra parte, esta gran obra surge en un contexto en el que lo renacentista ve su hegemonía debilitada frente al emergente barroco; de ahí que aparezcan elementos de ambos horizontes culturales en la estética del manierismo, uniendo ambos universos, antropocéntrico y teocéntrico, en un cristocentrismo fundamental.

### Argumento
Su estructura es muy característica: entrelaza fragmentos discursivos y secuencias narrativas. El argumento de la obra comienza en la cena del cordero y concluye en la sepultura del señor. Es entendido como un drama de dos mundos antagónicos, que mantienen una lucha encarnizada. Se presentan los polos opuestos del bien y del mal. Por un lado, en la parte del bien, se presenta a Cristo ayudado por la oración, los ángeles y los apóstoles. Por otro lado, el personaje antagonista es Judas, dramáticamente desarrollado también. En él subyace también la identificación de una retórica y poética concretas. Del Siglo de Oro heredó a Dante Alighieri y de Tasso la consideración de las semejanzas estilísticas entre poesía y teología, como ya se ha dicho, en el uso predominante de un lenguaje alegórico común y en el principio básico de que el fervor poético proviene de Dios.
En este sentido, La Cristiada es considerada quizás una de las más excelentes obras que se escribieron en metro tomando como base la pasión y muerte de Cristo. Hojeda trató de narrar la historia de Cristo, al mismo tiempo que adoctrinaba a sus gentes sobre un tema tan fundamental para la vida cristiana. Uno de los temas menos observado, pero existente, es el de la religiosidad popular, ajena a los textos propiamente evangélicos, como es el llanto de la Virgen ante la Cruz y el descendimiento.

### Estructura
La obra consta de doce libros, con un argumento o glosa a principio de cada uno de ellos. Está escrito en octavas reales, en concreto 1974 octavas y 15972 versos. Se organiza en noventa y siete páginas en las que describe, contempla y desmenuza en verso la Pasión, Muerte y Resurrección de Cristo. La obra está escrita en endecasílabos con rima consonante agrupados en octavas reales (ABABABCC), un metro habitual en los poemas narrativos de epopeya culta del Renacimiento. En La Araucana de Alonso de Ercilla, por ejemplo. La grandeza y sensibilidad del tema imponía escribir su obra en verso, y el autor comunicó al marqués de Montesclaros que lo hacía de esta manera porque su fin era hacer una obra de arte al mismo tiempo que una obra religiosa: “Te enseñaré con arte y luz divina” (I, 4). Por su contenido, se nos presenta como un drama: el drama de la Pasión de Cristo, con tres núcleos bien definidos: la Cena, la Pasión, la Sepultura.

### Personajes
Cristo es el protagonista, al que ayudan la oración, los ángeles y los apóstoles, sobre todo San Pedro. Judas es el antagonista junto con el pueblo judío. También, al ser un drama, podemos encontrar reflejados los sentimientos de quienes contemplan como espectadores o la misma naturaleza física, que responde a los dolores de Cristo.

### Valores literarios
El canon del poema presenta cierta complejidad e impone aproximaciones de diversos órdenes, entre ellos la manifestación de un género literario concreto o el producto de la especulación sobre un sistema religioso. Se presenta a la recepción como una verdadera écfrasis teológica, en la cual el Evangelio no es la fuente principal, sino la materia narrativa del poema.
En la obra podemos encontrar un profundo cuidado y respeto ante las palabras, así como por los más mínimos detalles; en algunos momentos, el poema asume una visión que el autor está observando como “desde fuera”. Es decir, acciones que van ocurriendo según se van contando en la historia, y que antes eran desconocidas; destaca una gran utilización de epíteto, aunque la mayoría de los adjetivos aparecen pospuestos, para darle al sustantivo una cualidad exclusiva y establecer un determinado ritmo; la solemnidad épica le lleva a utilizar constantemente el hipérbaton con enorme instinto expresivo a dejar solo el verbo; el autor se organiza sobre puntos básicos: hombre-Dios, muerte y redención, recurriendo a la devotio moderna.

Con silbo ronco el espantado viento

al eco tristes voces infundía
y el agua, con lloroso movimiento,
las piedras que tocaba enternecía.
El valle, a su confusa voz atento,
suspiros de sus cuevas despedía.
Suspira el valle, duerme el hombre, quiso
el valle al hombre dar un blando aviso.
Del soplo agudo las robustas plantas

con lastimoso golpe sacudidas...

## Ediciones y crítica

### Ediciones
La Cristiada apareció impresa por vez primera (editio princeps) en Sevilla, imprenta de Diego Pérez, 1611. La segunda edición fueron unos excerpta publicados por Manuel José Quintana en su Musa épica, 1833. La segunda edición completa fue la de Cayetano Rosell para la Biblioteca de Autores Españoles, Madrid: Manuel Rivadeneyra, 1851; toma como base el texto de 1611 y se resiente de su más que diminuta letra. Manuel Milá y Fontanals hizo otra (1896) profusamente ilustrada con cromolitografías de pinturas clásicas y dibujos selectos. P. J. Rada y Gamio hizo una más en Madrid: 1917. Por otra parte, es importante el manuscrito, presuntamente el original, de la obra, que se conserva en la Biblioteca del Arsenal de París, e incorpora pocas pero importantes variantes a la de 1611. Lo descubrió el padre Justo Cuervo. Por eso mereció dos ediciones impresas: la de la hermana Helen Patricia Corcorán (Washington, 1935) y la de Rafael Aguayo Spencer, (Lima, 1947).

### Problemas de investigación
Se trata de una obra compleja que no ha podido ser etiquetada en las etapas de Renacimiento o Barroco. Entre muchas de las cuestiones que se plantean los historiadores a la hora de estudiar esta obra, las más repetida es la posibilidad de encontrar elementos retóricos estilísticos que procedan de la Edad Media. Frente a esto, se establecen un par de hipótesis
1. La crítica ha ignorado todo lo que no sea medieval.
2. Las acusaciones son la explicación de que no se haya prestado atención al sermo humilis (La regularidad y perfección formal a nivel del ritmo enmarcadas en el empleo de sermo humilis emparentan la obra con otras del mester de clerecía).

Si bien es verdad que subsisten elementos de la Edad Media europea tanto a nivel retórico como estético que estructuran y dan sentido a la obra, eran tópicos consagrados en la literatura latina medieval.